# Can Oral
Can Oral (* 1965 in  Frankfurt am Main), auch bekannt unter seinen Pseudonymen Khan, Bizz O.D., Gizz TV und 4E, ist ein deutscher Musiker aus dem Bereich der elektronischen Musik sowie Labelbetreiber und DJ.

## Leben
Oral wurde in Frankfurt am Main als Sohn eines türkischen Vaters und einer finnischen Mutter geboren. Sein Bruder Cem Oral (alias Jammin' Unit) ist ebenfalls als Musiker tätig.
1982 gründete er mit zwei Schlagzeugern die Punkband Mut zum Schlag. Später erwarb er einen Atari Computer und einen Prophet 2000 Sampler, mit denen er unter anderem Musikstücke für deutsche und österreichische Fernsehsender produzierte.
In den späten 1980er Jahren hatte er erste Kontakte zur Kölner Technoszene und produzierte elektronische Musikstücke mit seinem Bruder Cem sowie Musikern wie Ingmar Koch, Jörg Burger und Roger Cobernuss.
Ab 1992 lebte er mit Jimi Tenor in einer Wohngemeinschaft in New York City. 1994 gründete er in Manhattan den Plattenladen Temple Records Soho. Nebenbei arbeitete er bis 1996 für das deutsche Animationsstudio Dingo Pictures. Während der New Yorker Jahre gründete Oral auch die Plattenlabel Temple Records N.Y.C. Inc. (ab 1995), Super 8 (ab 1996) und El Turco Loco (ab 1997). Mitte der 1990er Jahre wandte er sich verstärkt der Produktion von Ambient-Platten zu. Es folgten Projekte wie H.E.A.D. (mit Roger Cobernuss), Global Electronic Network und Radiowaves (beide mit Ingmar Koch). Unter dem Pseudonym 4E produzierte er ab 1994 futuristischen Acid-Hip-Hop, der auf Labels wie Force Inc. Music Works und Mille Plateaux veröffentlicht wurde. Gemeinsam mit seinem Bruder produzierte er 1995 unter dem Projektnamen Cube 40 die House-Singles Bad Computa und You Make Me Function, die sich in der New Yorker House-Szene zu kleinen Hits entwickelten. 1997 erschien das von Oral und Jimi Tenor produzierte Hardcore-Album The First Nuclearpsychotronic Sampler unter dem Projektnamen Toys'r'us. Mit Paul Bonomo alias Snax gründete er 2000 das Projekt Captain Comatose, das vor allem durch die Disco-Trash-Stücke $100 und Up In Flames auf Playhouse bekannt wurde. Daneben arbeitete er auch mit den Musikern Diamanda Galás, Julee Cruise, Kid Congo Powers und Brigitte Fontaine zusammen. Mit Mark Boombastik und Boris Bergmann gründete er 2009 sein Projekt Khan of Finland.
In den Jahren 2003 und 2004 begleitete Oral, zusammen mit Christian Jendreiko und Little Annie auf dem Album Little Annie & The Legally Jammin’ sowie dem Nachfolgealbum Mixed Up Little Annie. 2015 steuerte Oral den Gesang zu einigen Stücken des Tiefschwarz-Albums Left bei.
Nach einem kurzen Aufenthalt in Mexiko lebt und arbeitet Oral seit 2002 in Berlin.

## Solo-Diskographie (Auswahl)

### Alben
- 1996: 4E – Blue Note (Home Entertainment)
- 1996: Khan – I Don't Wanna Say Anything (Harvest)
- 1996: Khan – Electricity (Harvest)
- 1997: Khan – Silentmoviesilverscreen (Caipirinha Productions)
- 1997: Khan – Orgien I-IV (El Turco Loco)
- 1998: 4E Introducing DJ Snax – 4E4ME4YOU (Mille Plateaux)
- 1998: Khan & Lary 7 – Black Sabbath Riot Milwaukee 1980 (El Turco Loco)
- 1999: Khan – Passport (Matador)
- 1999: Khan – 1-900-Get-Khan (Matador)
- 1999: Khan – Blue Pool (Super 8)
- 2001: Khan – No Comprendo (Matador)
- 2007: Khan – Who Never Rests (Tomlab)
- 2014: Khan – The Enlightenment Machine (Albumlabel)
- 2019: Khan – Lost Acid Tapes 2 (Furthur Electronix)

### Singles & EPs
- 1993: Madonna 303 & Gizz TV – Untitled (Mass-Turbator)
- 1994: 4E – Temple Traxx (Force Inc. Music Works)
- 1994: Bizz O.D. – I'm Coming Out of Your Speakers (Force Inc. Music Works)
- 1994: Gizz TV – Saure Gurken (DJ.Ungle Fever)
- 1994: Gizz TV – Acid Ninjas Part I (DJ.Ungle Fever)
- 1994: Khan & Gill-Mann – Ear Goggles (XXC3)
- 1994: Khan – Sweet Pink Lemonade (Mille Plateaux)
- 1994: Khan – More EP (Direct Drive Limited)
- 1994: Khan – Silver Satellite Pt. 1 (Eat Raw)
- 1995: 4E – Don't Fuck With Nails (Force Inc. Music Works)
- 1995: Bizz O.D. – Cranked / Loveshack (DJ.Ungle Fever USA)
- 1995: Bizz O.D. – Suzanne Goes Shopping (DJ.Ungle Fever USA)
- 1995: Bizz O.D. + Jimi Tenor – Traffic E.P. (OZON)
- 1995: Bizz O.D. – Get Up / Go Bizz, Go (Sm:)e Communications)
- 1995: Bizz O.D. – Black Jack E.P. (Force Inc. Music Works)
- 1995: Bizz O.D. – Disco Trash (Force Inc. Music Works)
- 1995: Gizz TV Meetz DX-13 – Atomic Plastic (DJ.Ungle Fever)
- 1995: Gizz TV – Little Shop Of Acid (DJ.Ungle Fever)
- 1995: Khan – Turkish Bath (XXC3)
- 1996: 4E – Blue Note (Home Entertainment)
- 1996: 4E – 4E (Pharma)
- 1996: 4E – The Gentle Killer E.P. (Sockett Records USA)
- 1996: Bizz O.D. – Bones (Force Inc. Music Works)
- 1996: Bizz O.D. – Bells & Bones (Tekhed)
- 1996: Khan – Trail Of Lost Souls (Temple Records N.Y.C. Inc.)
- 1996: Khan – Silent Movie (Electro Bunker Cologne)
- 1997: Bizz O.D. – You May Be Hardcore But... (Force Inc. Music Works)
- 1998: Bizz O.D. – Bass 'N' Beans (Force Inc. Music Works)
- 1998: Gizz TV – Shakar (Temple Records N.Y.C. Inc.)
- 1998: Khan – Silver Satellite Pt. 1 & Pt. 2 (Eat Raw)
- 2000: Khan – Karaoke Remixes Pt. 1 & Pt. 2 (Matador)
- 2002: Khan feat. Julee Cruise – Say Goodbye (Remixes) (Playhouse)
- 2003: Khan – Ride Me (Cheap)
- 2007: Khan – Strip Down (Tomlab)
- 2009: Brigitte Fontaine & Khan – Fine Mouche Remixes (I'm Single)
- 2010: Khan – Candygirl (I'm Single)
- 2012: Khan – Disconazi (I'm Single)
- 2015: Tiefschwarz feat. Khan – Do Me (Watergate Records)
- 2018: Khan – Traditions 08 (Libertine Records)
- 2019: 4E – Pills & Thrills E.P. (Temple Traxx)
- 2020: Khan – Blue Box Sessions (Second Circle)
- 2021: Khan – Electricity EP (Furthur Electronix)
- 2021: Khan – Super - 8.9 (Daro Recordings)
- 2022: 4E – Ask Isadora (Fit Sound)

## Werke
- Tim Stüttgen, Can Oral: The abstract aesthetics of digital flaneurism. Fantôme-Verlag, Berlin 2012, ISBN 978-3-940999-29-0.